# BKK Achenbach Buschhütten
Die BKK Achenbach Buschhütten war eine regional geöffnete deutsche Betriebskrankenkasse mit Sitz in Kreuztal. Die Öffnung bezog sich auf Nordrhein-Westfalen.
Zum 1. Juli 2021 fusionierte die Krankenkasse mit der Viactiv BKK und nahm deren Namen an.

## Beitragssätze
Seit 1. Januar 2009 wurden die Beitragssätze vom Gesetzgeber einheitlich vorgegeben. 2019 und 2020 lag der Zusatzbeitrag bei 1,4 %, ab 2021 bei 1,6 %.

## Geschichte
Die Gewerbeaufsichtsakten der Regierung Arnsberg belegen durch die jährlichen Nachweisungen von gewerblichen Unterstützungskassen für das Jahr 1855, dass zusätzlich zu dem seit dem 1. Mai 1882 bestehenden Kranken- und Hilfsverein Buschhütten ein besonderer Unterstützungsverein für das Buschhüttener Werk eingerichtet werden solle. Dieser Verein, begründet am 1. August 1856 wird in den Nachweisungen ab 1861 als Unterstützungsverein der Eisengießerei zu Buschhütten genannt. Für die Zeit von 1884 bis 1911 erhält dieser Verein den Namen Krankenkasse für die Arbeiter der Eisengießerei von Engelh. Achenbach seel. Söhne. Ab 1912 bis 1945 nannte sich die Kasse Betriebskrankenkasse Engelh. Achenbach seel. Söhne in Buschhütten. Nach dem Zweiten Weltkrieg erfolgte die Umbenennung in „Betriebskrankenkasse der Fa. Achenbach Söhne GmbH“. Mit der Umbenennung des damaligen Trägerunternehmens in Achenbach Buschhütten GmbH im Jahre 1969 erfolgte auch für die Betriebskrankenkasse die Namensänderung Betriebskrankenkasse der Fa. Achenbach Buschhütten GmbH.
Mit Öffnung der BKK für den Bereich der Regierungsbezirke Arnsberg, Münster und Detmold (Region Westfalen-Lippe) am 1. September 1998 begann eine neue Zeitrechnung sowie die personelle Abnabelung vom Trägerunternehmen. Später wurde die Öffnung der Kasse für alle gesetzlich Krankenversicherten mit Wohn- und/oder Beschäftigungsort in Nordrhein-Westfalen ausgedehnt.